# 니라공고산
니라공고산(Mount Nyiragongo)은 아프리카 콩고 민주 공화국과 르완다 국경에 위치한 성층 활화산이며, 세계에서 가장 큰 용암호를 가지고 있다. 아프리카에서 가장 활동이 활발한 활화산이다. 가장 최근에 일어난 활동은 2021년에 있었고, 이 화산도 칼데라를 가지고 있는데, 칼데라 안에는 진동이 있고 용암빛 때문에 칼데라 안쪽이 붉게 보인다. 이 화산의 용암은 알칼리 성분이 있기 때문에 흐르는 속도가 빠르고 유동성이 아주 강하다. 1977년에 대분화를 하여 시속 60km나 되는 용암을 고마 시 쪽으로 뿜어냈다. 니아물라기라 산과 함께 활화산이다. 용암호는 지름 200m가 넘는다.

## 1977년의 분화
1977년에 분화하여 시속 60km의 용암을 고마 시 쪽으로 뿜어, 적어도 600명의 사망자가 발생하였다.

## 2002년의 분화
2002년의 분화는 이 화산의 세번째 분화중 하나인데, 대량의 용암이 고마 시 쪽으로 흘러 고마 시의 13%가 파괴되었고, 245명의 사망자가 발생하였다. 12만명의 이재민이 발생했다.

## 2021년의 분화
2021년의 분화는 세번째 분화중 하나인데, 용암이 공항까지 도달하여 키부 호수까지 흐를 가능성이 높고, 이로 인해 수많은 사람들이 피해를 보고있다.